# Saint-Broing
Saint-Broing ist eine Gemeinde im französischen Département Haute-Saône in der Region Bourgogne-Franche-Comté.

## Geographie
Saint-Broing liegt auf einer Höhe von 196 m über dem Meeresspiegel, 8 km östlich von Gray und etwa 34 km nordwestlich der Stadt Besançon (Luftlinie). Das Dorf erstreckt sich im Südwesten des Départements, in der Ebene von Gray, in der weiten Talniederung der Morte, am Südrand des Waldgebietes Forêt de Belle Vaivre.
Die Fläche des 10,17 km² großen Gemeindegebiets umfasst einen Abschnitt der leicht gewellten Landschaft südöstlich der Saône. Die südliche Grenze verläuft stets entlang der Morte, die hier durch eine mehr als ein Kilometer breite Niederung nach Westen fließt. Sie erhält Zufluss von verschiedenen Seitenbächen, darunter der Douaire. Die Talniederung, die durchschnittlich auf 195 m liegt, wird überwiegend landwirtschaftlich genutzt. Nach Norden erstreckt sich das Gemeindeareal in das ausgedehnte Forstgebiet der Forêt de Belle Vaivre, in dem mit 231 m die höchste Erhebung von Saint-Broing erreicht wird. In diesem Wald befindet sich der Étang de la Bergerie, ein Fischweiher, der durch den Bach Eau Blanche zur Saône entwässert wird. Im Westen reicht der Gemeindeboden bis in die Alluvialebene der Saône.
Zu Saint-Broing gehören der Weiler Corneux (202 m) am Rand der Saône-Ebene sowie einige Einzelhöfe. Nachbargemeinden von Saint-Broing sind Rigny und Beaujeu-Saint-Vallier-Pierrejux-et-Quitteur im Norden, Sauvigney-lès-Gray und Saint-Loup-Nantouard im Osten, Velesmes-Échevanne im Süden sowie Ancier und Gray im Westen.

## Geschichte
Saint-Broing, das ursprünglich Saint-Bénigne hieß, wurde zu Beginn des 12. Jahrhunderts von Mönchen des Klosters Saint-Bénigne in Dijon gegründet. In der Nachbarschaft des Dorfes wurde 1131 auf dem Boden der Herren von Beaujeu das Prämonstratenserkloster Corneux gegründet. Durch Kauf ging Saint-Broing ab 1192 in den Besitz von Corneux über. Im Mittelalter gehörte das Dorf zur Freigrafschaft Burgund und darin zum Gebiet des Bailliage d’Amont. Im Jahr 1569 wurde Saint-Broing von Truppen des Herzogs von Zweibrücken verwüstet. Zusammen mit der Franche-Comté gelangte das Dorf mit dem Frieden von Nimwegen 1678 definitiv an Frankreich. Corneux bildete bis 1807 eine selbständige Gemeinde. Danach wurde es zunächst mit Ancier fusioniert, wurde aber 1841 wieder abgetrennt und der Gemeinde Saint-Broing zugeschlagen.

## Sehenswürdigkeiten
Die Kirche Saint-Georges wurde 1749 neu erbaut und beherbergt eine bemerkenswerte Innenausstattung (Altäre und Kruzifix aus dem 17. Jahrhundert). Die Konventsgebäude und der Kreuzgang des Klosters Corneux, die aus der Zeit um 1700 stammen, wurden nach der Französischen Revolution 1791 in ein Schloss umgewandelt und 1982 restauriert.

## Bevölkerung
| Jahr                       | 1962 | 1968 | 1975 | 1982 | 1990 | 1999 |
| Einwohner                  | 170  | 141  | 144  | 176  | 166  | 141  |
| Quellen: Cassini und INSEE |      |      |      |      |      |      |

Mit 108 Einwohnern (1. Januar 2022) gehört Saint-Broing zu den kleinsten Gemeinden des Département Haute-Saône. Die Einwohnerzahl hatte mit Ausnahme der 1970er Jahre während des 20. Jahrhunderts leicht abgenommen (1901 wurden noch 230 Personen gezählt).

## Wirtschaft und Infrastruktur
Saint-Broing war bis weit ins 20. Jahrhundert hinein ein vorwiegend durch die Landwirtschaft (Ackerbau, Obstbau und Viehzucht) und die Forstwirtschaft geprägtes Dorf. Heute gibt es einige Betriebe des lokalen Kleingewerbes. In den letzten Jahrzehnten hat sich das Dorf zu einer Wohngemeinde gewandelt. Viele Erwerbstätige sind deshalb Wegpendler, die in Gray und in den anderen größeren Ortschaften der Umgebung ihrer Arbeit nachgehen.
Der Ort liegt abseits der größeren Durchgangsachsen an einer Departementsstraße, die von Gray nach La Chapelle-Saint-Quillain führt. Weitere Straßenverbindungen bestehen mit Beaujeu und Velesmes-Échevanne.